# ستيف وايت (لاعب كرة قاعدة)
ستيف وايت (بالإنجليزية: Steve White)‏ هو لاعب كرة قاعدة أمريكي، ولد في 21 ديسمبر 1884 في دورشستر ‏ في الولايات المتحدة، وتوفي في 29 يناير 1975 في برينتري في الولايات المتحدة.

## وصلات خارجية
- ستيف وايت على موقعبيزبول رفرنس.كوم (الدوري الرئيسي) (الإنجليزية)